# Diocese de Ciudad Obregón
A Diocese de Ciudad Obregón (em latim: Dioecesis Civitatis Obregonensis) é uma diocese da Igreja Católica localizada no município de Ciudad Obregón, no estado de Sonora, pertencente a Arquidiocese de Hermosillo no México. Foi fundada em 20 de junho de 1959 pelo Papa João XXIII. Com uma população católica de 1.187.000 habitantes, sendo 74,8% da população total, possui 69 paróquias com dados de 2021. 

## História
Em 20 de junho de 1959 o Papa João XXIII cria a Diocese de Ciudad Obregon através do território da Diocese de Sonora.  Em 1963 a Diocese de Ciudad Obregon tem sua província eclesiástica alterada, passando de Chihuahua para Hermosillo. Em 1966 a Diocese de Ciudad Obregon juntamente com a Arquidiocese de Chihuahua e a Diocese de Ciudad Juárez perdem território para a formação da Prelazia Territorial de Madera. Em 1982 a diocese ganha parte do território da Prelazia Territorial de Madera. 

## Lista de bispos
A seguir uma lista de bispos desde a criação da diocese em 1959.
|                                                   | Nome                                  | Período      | Notas                       |
| Bispos                                            | Bispos                                | Bispos       | Bispos                      |
| ------------------------------------------------- | ------------------------------------- | ------------ | --------------------------- |
| 7º                                                | Rutilo Felipe Pozos Lorenzini         | 2020 - atual |                             |
| 6º                                                | Felipe Padilla Cardona                | 2009 - 2020  |                             |
| 5º                                                | Juan Manuel Mancilla Sánchez          | 2005 - 2009  | Nomeado bispo de Texcoco    |
| 4º                                                | Vicente García Bernal                 | 1988 - 2005  |                             |
| 3º                                                | Luis Reynoso Cervantes                | 1982 - 1987  | Nomeado bispo de Cuernavaca |
| 2º                                                | Miguel González Ibarra                | 1967 - 1981  |                             |
| 1º                                                | José de la Soledad Torres y Castañeda | 1959 - 1967  | Faleceu no cargo            |
| Outros padres dessa diocese que se tonaram bispos |                                       |              |                             |
|                                                   | Sigifredo Noriega Barceló             | 2007         | Nomeado bispo de Ensenada   |